# (2371) Dimitrov
(2371) Dimitrov es un asteroide perteneciente al cinturón de asteroides, descubierto el 2 de noviembre de 1975 por Tamara Mijáilovna Smirnova desde el Observatorio Astrofísico de Crimea (República de Crimea).

## Designación y nombre
Designado provisionalmente como 1975 VR3. Fue nombrado Dimitrov en honor al secretario general comunista ruso Georgi Dimitrov Mijáilov.